# Antal International
Antal International Ltd – brytyjska agencja rekrutacyjna. Prowadzi rekrutacje specjalistów i menedżerów, doradztwo HR oraz badania rynku pracy. Została założona w 1993 roku w Londynie. Posiada oddziały w Bułgarii, Chinach, Chorwacji, Egipcie, Francji, Niemczech, Ghanie, Węgrzech, Indiach, Irlandii, Włoszech, Holandii, Nigerii, Jordanii, Luksemburgu, Meksyku, Maroku, Pakistanie, Filipinach, Portugalii, Rumunii, Singapurze, Republice Południowej Afryki, Hiszpanii, Szwajcarii, Turcji, Zjednoczonych Emiratach Arabskich oraz Wielkiej Brytanii.

## W Polsce
Przedsiębiorstwo obecne było na polskim rynku od 1996 roku jako Antal Sp. z o.o. Od 2013 roku spółka ta stała się częścią Grupy Kapitałowej Work Service SA. Biura Antal mieszczą się w Warszawie, Wrocławiu, Krakowie, Poznaniu i Gdańsku. Zagraniczne biura ulokowane są w Pradze (Czechy), Bratysławie (Słowacja) oraz w Budapeszcie (Węgry), gdzie firma funkcjonuje pod marką Enloyd.

## Usługi
Antal prowadzi usługi z zakresu rekrutacji i doradztwa HR.
- Rekrutacja stała
- Contracting
- Interim management
- RPO (Recruitment Process Outsourcing)
- Narzędzia rozwojowe i doradztwo HR
- Employer Branding
- Badania rynku
- Narzędzia wspierające rekrutację